# Marguerite de Bohun
Marguerite de Bohun, comtesse de Devon (3 avril 1311 – 16 décembre 1391) était la petite-fille du roi Édouard Ier et d'Éléonore de Castille, et la femme d'Hugues Courtenay, 10e Comte de Devon (1303-1377). Ses dix-sept enfants incluent un archevêque de Cantorbéry et six chevaliers, dont deux furent des chevaliers fondateurs de l'ordre de la Jarretière. Contrairement à la plupart des femmes de son temps, elle a reçu une éducation de premier rang et a mené une vie d'érudite et de collectionneuse de livres.

## Biographie
Marguertite de Bohun est née le 3 avril 1311 à Caldecote, Northamptonshire. Troisième fille et septième enfant d'Humphrey de Bohun, 4e comte de Hereford, seigneur-connétable d'Angleterre par son épouse Élisabeth d'Angleterre, la plus jeune fille du roi Édouard Ier et d'Éléonore de Castille. Ses grands-parents paternels étaient Humphrey de Bohun, 3e comte de Hereford et Mathilde de Fiennes. Elle a été nommée d'après la belle-mère de sa mère, Marguerite de France, la deuxième épouse d'Édouard. Marguerite est orpheline peu de temps avant son onzième anniversaire. Le 16 mars 1322 à la bataille de Boroughbridge, son père est tué dans une embuscade tendue par les Gallois. Sa mère est morte six ans avant, lors de son dernier accouchement.
Le 11 août 1325, à l'âge de quatorze ans, Marguerite épousa Hugues de Courtenay, futur 10e Comte de Devon, à qui elle était fiancée depuis le 27 septembre 1314. Sa dot inclut le manoir de Powderham près d'Exeter. Le contrat de mariage a été officiellement signé le 28 février 1315, quand elle n'avait pas tout à fait quatre ans. Le comte de Devon promit qu'après le mariage, il donnerait à son fils et à Marguerite 400 marques de terre, évaluées à leur juste valeur, et dans un lieu approprié.
Margaret prit le titre de comtesse de Devon le 23 décembre 1340.
Son frère aîné, Jean de Bohun (23 novembre 1306–20 janvier 1336), devint le 5e comte de Hereford, en 1326, après avoir épousé Alice FitzAlan, fille du 2e comte d'Arundel, en 1325. Elle avait un frère cadet, Guillaume de Bohun (1312-1360), qui fut créé comte de Northampton en 1337, par Édouard III. Il a épousé Élisabeth de Badlesmere avec qui il eut deux enfants. La sœur aînée de Marguerite, Éléonore de Bohun (17 octobre 1304 - 7 octobre 1363), fut mariée en 1327 avec Jacques Butler, comte d'Ormonde. Ils sont les ancêtres d'Anne Boleyn et de Catherine Parr.
Hugues et Marguerite eurent dix-sept enfants, dont la plupart ont atteint l'âge adulte. Leurs descendants font partie des membres de la famille royale britannique, ou encore l'ancien premier ministre britannique, Winston Churchill.
Leur chapelle familiale fut agrandie au prieuré de Naish, dans le manoir familial de Coker à Somerset, à la fin du XIVe siècle, quand il était la propriété de son fils le plus notable, Guillaume Courtenay, archevêque de Cantorbéry.
Marguerite est décédée le 16 décembre 1391, à l'âge de quatre-vingt ans, après avoir légué à son fils Philippe le manoir de Powderham, dont il fondra la branche cadette des Courtenay de Powderham. Elle est enterrée dans la cathédrale Saint-Pierre d'Exeter.

## Descendance
Elle donna naissance à huit fils et neuf filles,,.